# エリエールゴルフクラブ松山
エリエールゴルフクラブ松山（エリエールゴルフクラブまつやま）は、愛媛県松山市に所在する日本のゴルフ場である。

## 概要
1992年（平成4年）開場。
元々は大王製紙が松山市に在ったゴルフコースを買収し、コースをプロフェッショナル仕様に大改造するなどして整備した。現在は大王製紙グループの子会社である株式会社エリエールリゾーツゴルフクラブが運営するコースである。
本コースにおいて、毎年11月第3週に日本女子プロゴルフ協会（JLPGA）公式ツアー大会「大王製紙エリエールレディスオープン」が開催されることで著名なコースでもある。過去には第72回国民体育大会（愛顔つなぐえひめ国体）ゴルフ競技会場として使用されたことがある。
本コースでは、利用者（来場客）に厳格なドレスコードを厳守することを求めていることでも知られる。

## コースの特徴
標高480mという高所に位置するため、瀬戸内海国立公園の大パノラマを眼下に見下ろすロケーションが特色なのである。アップダウンがほとんどない、平坦なコースではあるが、バンカーやウォーターハザードを要所で配置しており、心理的な重圧が感じられることも特徴である。

## 交通アクセス
- 四国旅客鉄道予讃線 松山駅より乗合自動車にて約35分。